# HD 13189 b
HD 13189 b — экзопланета, которая обращается вокруг звезды HD 13189 в созвездии Треугольника, и находящаяся примерно в 603 световых лет от Земли.

## Характеристики
Планета представляет собой массивный газовый гигант или даже лёгкий коричневый карлик, обращающийся вокруг оранжевого гиганта спектрального класса К2. Масса планеты превышает массу Юпитера в 8-20 раз. Объект обращается на среднем расстоянии 1,85 а.е. от родительской звезды и совершает полный оборот за 472 земных суток. Орбита планеты обладает заметным эксцентриситетом.
Поверхностная температура планеты должна быть очень высокой, так как HD 13189 представляет собой оранжевый гигант и излучает в 4000 раз больше света, чем Солнце.